# Championnat des Samoa américaines de football
Le Championnat des Samoa américaines de football, dénommé FFAS Soccer League est une compétition annuelle mettant aux prises les meilleurs clubs professionnels de football aux Samoa américaines. 

## Format
Le championnat est mis en place par la ASFA en 1976. Au cours de son histoire, il s'est disputé sous plusieurs formes : soit avec deux poules, dont les deux premiers étaient qualifiés pour une phase finale à élimination directe, soit sous forme de poule unique avec matchs simples ou matchs aller-retour. En 2022, la FFSA Soccer League compte onze clubs, qui s'affrontent en matchs aller-retour. Le vainqueur du championnat, s'il remplit les conditions de licences instaurées par l'OFC participe au tour préliminaire de la Ligue des champions.
Avec un total de huit titres remportés au cours de son histoire, Pago Youth est l'équipe la plus titrée de la compétition.

## Palmarès
- 1976 : Tafuna Jets
- 1977-1980 : inconnu
- 1981 : Pago Eagles
- 1982 : Pago Eagles
- 1983: Nuu'uli FC
- 1984-1991 : inconnu
- 1992 : Nuu'uli FC
- 1993-1996 : inconnu
- 1997 : Pago Eagles
- 1998 : inconnu
- 1999 : Konica Machine FC
- 2000 : PanSa East FC et Wild Wild West (commun)
- 2001 : PanSa East FC
- 2002 : PanSa East FC
- 2003 : Manumea
- 2004 : inconnu
- 2005 : PanSa East FC
- 2006 : Tafuna Jets (tournoi)
- 2007 : Konica Machine FC
- 2008 : Pago Youth
- 2009 : Black Roses
- 2010 : Pago Youth
- 2011 : Pago Youth
- 2012 : Pago Youth
- 2013 : SKBC FC
- 2014 : Utulei Youth
- 2015 : Utulei Youth
- 2016 : Pago Youth
- 2017 : Pago Youth
- 2018 : Pago Youth
- 2019 : Pago Youth
- 2020 : Non disputé en raison de la pandémie de Covid-19
- 2021 : Vaiala Tongan
- 2022 : Ilaoa and To'omata

## Bilan
| Nombre de titres | Clubs                                                                                               |
| ---------------- | --------------------------------------------------------------------------------------------------- |
| 8 titres         | Pago Youth FC                                                                                       |
| 4 titres         | PanSa East FC                                                                                       |
| 3 titres         | Pago Eagles                                                                                         |
| 2 titres         | Nuu'uli FC / Konica Machine FC / Utulei Youth                                                       |
| 1 titre          | Wild Wild West / Manumea / Tafuna Jets / Black Roses / SKBC FC / Vaiala Tongan / Ilaoa and To'omata |